# Pierre de Courtevrais
La pierre de Courtevrais est un menhir situé à Nogent-le-Bernard, dans le département français de la Sarthe.

## Protection
L'édifice est classé au titre des monuments historiques depuis le 20 octobre 1983.

## Description
La pierre de Courtevraie est en grès. Elle mesure 4 m de hauteur.